# جبل بوغارب

جبل بوغارب أو جبل أم سطاس هو جبل بالقرب من عين عبيد بولاية قسنطينة الجزائرية، أعلى نقطة قمة جبل بوغارب  1,314 م. كما أنها تحتل المرتبة الرابعة من ناحية العلو في ولاية قسنطينة 4 والمرتبة 1176 في الجزائر. كان معقلا للثوار ابان ثورة التحرير الجزائرية شهد العديد من المعارك كما سقط فيه الكثير من الشهداء .

## معالم

### المفرغة العمومية
يوجد أسفل جبل بوغارب ببلدية بن باديس مفرغة عمومية.